# (72545) Robbiiwessen
(72545) Robbiiwessen est un astéroïde de la ceinture principale.

## Description
(72545) Robbiiwessen est un astéroïde de la ceinture principale. Il fut découvert le 3 mars 2001 à Eskridge par Gary Hug. Il présente une orbite caractérisée par un demi-grand axe de 3,05 UA, une excentricité de 0,05 et une inclinaison de 10,6° par rapport à l'écliptique.

## Compléments